# KV7
KV7는 이집트 왕가의 계곡에 있는 고대 이집트 제19왕조의 파라오 람세스 2세 대왕의 무덤이다.
맞은편에는 람세스 2세의 자식들이 묻혀 있는 계곡 최대 규모의 무덤인 KV5가 있으며, 인근에는 아들이자 후대 파라오인 메르넵타의 무덤, KV8이 있다.

## 내부 구조
KV7은 제18왕조 초기 무덤에서 흔히 찾아볼 수 있는 굴곡축 구조를 따르고 있다. 무덤 입구는 계곡 바닥 근처에 있는 테베 석회암 지대를 파들어갔다. 첫번째 입구인 B입구 (Gate B)의 문설주에는 장식이 새겨져 있는데 "네프티스와 이시스가 태양 원반을 둘러싸고 있고, 마아트의 그림이 하이집트와 상이집트의 식물상징 위에 무릎꿇고 있으며 국왕의 이름과 호칭을 새겨 놓은" 모습으로 알려져 있다.
초반부의 통로는 12°~22° 각도로 약 58m 깊이로 기반암을 뚫고 내려간다. C입구와 D입구에는 라의 기도문과 함께 호루스의 네 아들이 그려져 있다.
통로 끝에는 작은 우물실이 있으며 그 너머로는 기둥실이 있는데 이 방을 'F방'이라고 부른다. F방에서 두 방면으로 갈라지는데 우회전 방면으로는 두 개 더 있고, 직진 방면으로는 다시 통로로 이어지는데, 이 통로는 약 12m 수평으로 이어지다 오른쪽으로 돌은 다음, 에스나 셰일층으로 살짝 파고들어가는 J안치실로 연결된다. J안치실에는 출입구가 네 개 뚫려 있어 두 개의 작은 방(Ja / Jb)과 두 개의 큰 방(Jc / Jd)으로 각각 이어지며, 이 가운데 마지막 방에는 이어지는 네 개의 출입구가 있으며, 이 중 마지막 방에는 두 갈래를 지니고 있다.
무덤 내부에는 사후 세계에서 파라오를 돕기 위한 부장품을 벽화로 그려놓았으며, 관문의 서, 사자의 서, 천상의 암소의 서, 암두아트, 라의 기도문, 입 여는 의식의 한 장면과 구절도 그려 놓았다. 계곡 내 다른 무덤과 달리 KV7 무덤은 특이한 위치에 자리잡았기 때문에 왕가의 계곡을 주기적으로 휩쓸었던 돌발 홍수에 휘말려 심하게 손상된 상태이며, 대부분의 내부 장식도 복원이 불가능할 정도로 훼손되었다.

## 역사

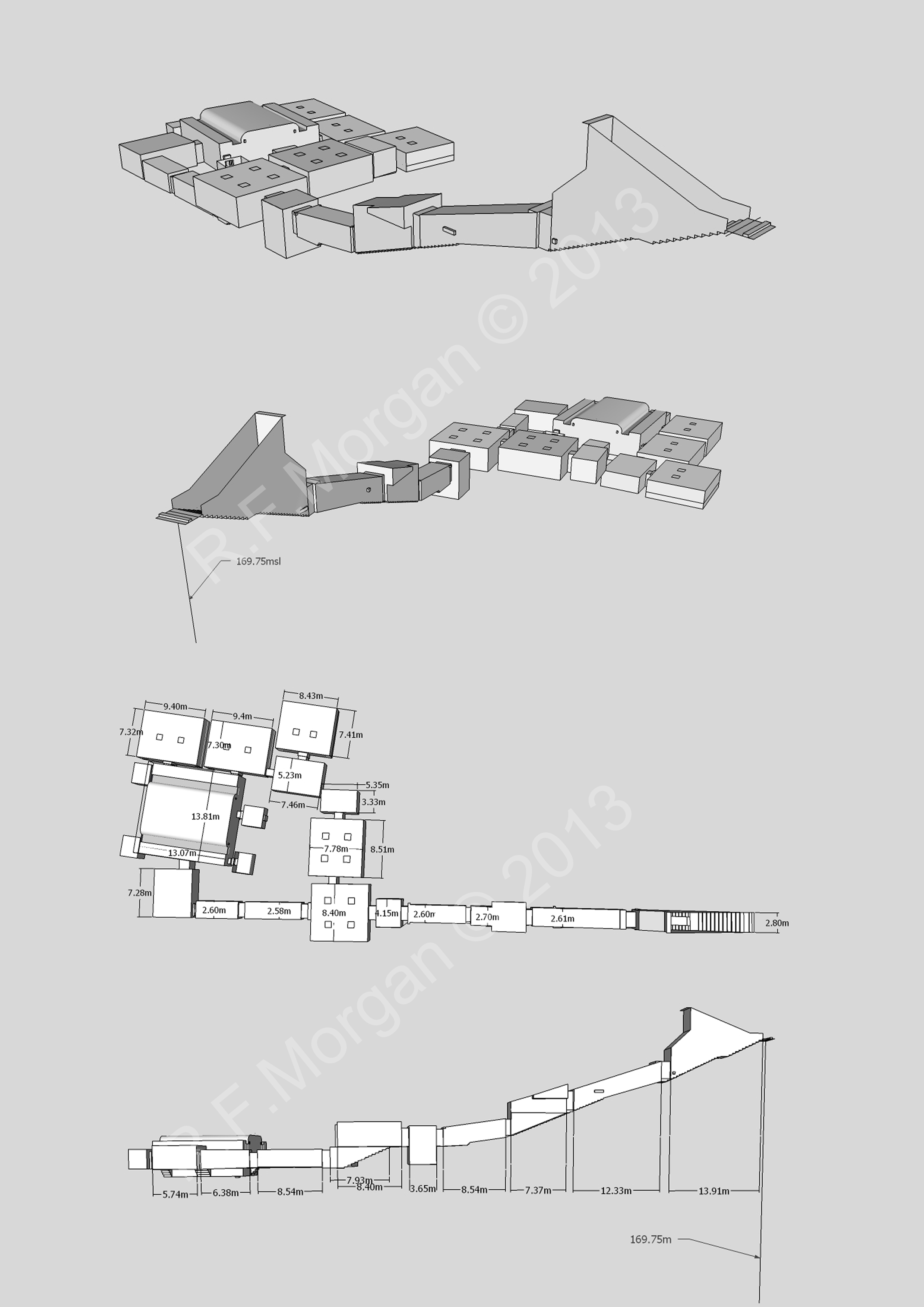
KV7의 개략도

1991년 프랑스-이집트 합동 조사에 나선 크리스티앙 르블랑 (Cristian Leblanc)은 람세스 2세 당대에 무덤 건설이 시작되었으며, 완공까지 10년~12년이 채 걸리지 않았다고 보았다.
람세스 3세 즉위 29년의 파업 파피루스 (Strike Papyrus)에 기록된 바에 따르면, 람세스 2세의 무덤이 반파된 이래 람세스 2세의 미라는 아버지 세티 1세의 무덤으로 이전된 후, DB320의 미라 은닉처로 다시 보내졌다고 한다.
이집트 제3중간기와 고대 로마 시대의 관광객들은 매장실과 근처 대기실에 도편을 남겼는데 그 양이 적지 않은 것으로 알려져 있다. 또 고대 그리스의 방문객들도 첫번째 복도에 이름을 새기고 갔는데 "헤라클레오스, 로도스의 에케불로스, 델로스, 키프로스의 셀라미니온" 등이 적혀 있다고 한다.
1829년 이집트 주재 영국 영사 헨리 솔트와 프랑스의 고고학자 장프랑수아 샹폴리옹이 무덤을 메운 흙을 퍼내는 작업을 실시하였다.
1844년~1845년 발굴조사에 나선 리처드 렙시어스 (Richard Lepsius)는 당시 들어갈 수 있는 영역까지 기어들어가는 방식으로 탐험에 나섰는데 처음으로 무덤 끝까지 도달할 수 있었으며 지하 도면을 완성할 수 있었다. 리처드는 무덤의 내벽이 자갈 등으로 심각하게 훼손된 상태라고 지적하였다. 렙시어스의 도면은 람세스 2세 무덤을 정확하게 그려낸 최초의 도면이었으며, 기둥실 (F)의 동쪽에 아직 들어갈 수 없는 방이 두 개 더 있으리라고 추정했다. 이후 90년대에 이르러 버클리 대학의 테베 매핑 프로젝트 팀이 렙시어스의 도면을 수정 반영하였다.
20세기 들어 시어도어 데이비스가 왕들의 계곡 조사 허가를 받고 해리 버튼과 함께 1913년~1914년 람세스 2세 무덤의 발굴조사에 착수하였다. 1917년~1921년에는 하워드 카터가 무덤 내부는 물론 외부에 대한 조사도 마쳤다. 이 과정에서 왕실 가구 부장품의 첫번째 흔적이 공개되었으며 현재 뉴욕 메트로폴리탄 미술관과 영국 대영 박물관의 소장품으로 남아 있다.